# ژان روستان

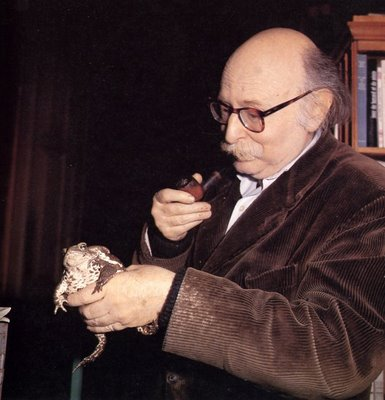
Jean Rostand

ژان روستان (به فرانسوی: Jean Rostand) زادهٔ ۳۰ اکتبر ۱۸۹۴ در پاریس، درگذشته ۴ سپتامبر ۱۹۷۷ در ویل داوری او-دو-سن، زیست‌شناس و نویسنده فرانسوی قرن بیستم است.

## زندگی
ژان روستان در خانواده‌ای ادیب زاده شد. پدرش ادمون روستان، نمایشنامه‌نویس و مادرش رزموند ژرار شاعر بودند. او بعد از اخذ لیسانس از دانشکده پاریس، قدم‌های مؤثری در ایجاد بخش زیست‌شناسی در قصر اکتشافات برداشت. به مدد ثروت خانوادگی، موفق شد لابراتوار مجهزی برای تحقیقات خود دائر کند. سپس به پژوهش دربارهٔ منشأ حیات رو آورد و در زمینه‌های زیست‌شناسی دوزیستان و بکرزایی به یافته‌های درخور توجهی دست یافت.
ژان روستان علاوه بر فعالیت‌های پژوهشی و نگارش بیش از صد اثر علمی و چندین اثر ادبی، انسانی بود که در راه صلح‌جویی و در کنار سیمون دو بووار و کریستیان روشفور برای پیشبرد فمینیسم مبارزه می‌کرد. در ۱۹۵۹، وارد فرهنگستان فرانسه شد. در ۱۹۶۸، به ریاست افتخاری «جنبش خلع سلاح، صلح و آزادی» (MDPL) برگزیده شد. در ۱۹۷۲، به جمع طرفداران سقط جنین پیوست. از او جمله‌های تأمل‌برانگیز زیادی به یادگار مانده‌است؛ از جمله: «علم به ما قدرت خدایی داده‌است، پیش از آنکه لیاقت مقام انسانی داشته باشیم» و نیز «بهترین کاری که می‌توانیم برای فرزندانمان انجام دهیم این است که مادرشان را به خوبی انتخاب کنیم.» شرح کامل زندگی او بارها به قلم نویسندگان مختلف به صورت کتاب منتشر شده‌است.